# Nuncia variegata
Nuncia variegata är en spindeldjursart. Nuncia variegata ingår i släktet Nuncia och familjen Triaenonychidae.

## Underarter
Arten delas in i följande underarter:
- N. v. australis
- N. v. delli
- N. v. granulata
- N. v. variegata